# Богословија (Београд)
Богословија је градска подчетврт у Београду које се налази на територији општине Палилула. Налази се на Старој Карабурми и пружа се од Богословског факултета до Омладинског Стадиона.

## Локација
Богословија заузима површину око Богословског факултета и кружног тока, где се укрштају улице Мије Ковачевића, Драгослава Срејовића и Северни Булевар.
Граничи се са Карабурмом на истоку, Палилулом на југу и Адом Хујом и Вилиним водама на северу. Према попису из 2002. године, у насељу је живело 7.748 становника.

## Карактеристике
Упркос неколико стамбених зграда, Богословија је углавном административни и комунални центар. У насељу се налази Београдска ватрогасна бригада, Хала „Пионир“, војна болница, полицијска станица „Палилула“, као и Омладински стадион, стадион ОФК Београд-а. Централно место насеља ипак заузима Богословска православна црква са суседним кампусом, која је изграђена 1957/1958. године и по којој је цело насеље добило име.
Основна карактеристика насеља је обиман саобраћај, због раскрсница које се налазе у насељу и које воде ка многим деловима града (Карабурма, Звездара, Крњача, Миријево, Трг републике, Вуков споменик, Панчево, итд). Као последица тога, ова област је једна од најзагађенијих области у Београду (еколошка црна тачка).

## Историја
На простору према Мосту Краља Петра II налазило се велико имање Бата Лака. Негде на том имању се 1914. налазио положај француске маринске батерије, на једној великој бетонској плочи на брегу, а што је предвиђено за уклањање приликом просецања једне улице 1939.
Београдска општина је испарцелисала Баталакино имање. Црква је купила један плац како би направила пансион за сиромашне студенте, који су раније становали приватно или у Дому краља Александра. Градња дома је почела 1939. по пројекту архитекте Александра Дерока. "Богословски семинар" било је једино здање урађено према плану који је око сквера предвиђао још и Шегртски дом (на месту стадиона), цркву (испред будућег Војномедицинског центра), Народни дом (место Застава промета), неодређену зграду на дан. окретници трамваја и Дом потпорног фонда студената на месту солитера. Иза потпорног фонда, према мосту, била је предвиђена зграда Школе примењене уметности.
На простору изнад Дунава није било необично видети стада оваца како пасу. Улице Адмирала Пикоа и Миријевски булевар (Мије Ковачевића и Драгослава Срејовића) калдрмисане су 1935. Адмирала Пикоа је била веза Новог гробља и Карабурме, већ тада је предвиђено да њоме иде трамвај, који би се спојио с оним у Кнез Милетиној (Кнеза Павла, данас Бул. деспота Стефана).
Северно од Новог гробља се налазило имање "Пионир", на коме су се налазили општински возни парк - гараже и коњушнице (потковичаста зграда иза дан. Ватрогасне команде, коју користи "Градска чистоћа"), као и воћњаци и циглана. 1940. је почела градња велике гараже с простором за 150 градских аутобуса. На Росчисловљевој карти из 1922. видимо да су осим "Пионира", негде иза дан. Ватрогасне бригаде, у крају постојале још три циглане: "Ђорђевић", на месту Војногеографског института; Циглана Индустријске банке, на месту дечије болнице и "Димић", на месту Београд пута (такође и "Ивковић", преко пута Фабрике штофа у Вука Врчевића). У близини, на Дунаву, налазила се и Београдска кланица, а преко пута ње се помиње циглана "Јадранске банке".
Нова зграда Војногеографског института је подигнута 1950-54. Тениски клуб Црвена звезда се налази овде од 1953. Омладински стадион је завршен 1957. Студентски дом "Карабурма", са две куле, завршен је 1978. Трамвајска пруга је продужена од Новог гробља до Омладинског стадиона крајем 1983. Garni Hotel Heritage је отворен у септембру 2015.
У средини кружног тока је у септембру 2019. постављена апстрактна скулптура „Трипод” Косте Богдановића, конструкција „византијско” плаве боје, инспирисана бројем три. У мају 2025. је обновљен коловоз кружног тока.